# Il caffè o la scozzese
Il caffè o la scozzese (Le Café ou l'écossaise) è un'opera teatrale di Voltaire, rappresentata per la prima volta alla Comédie-Française di Parigi il 26 luglio 1760, anche se originariamente non era prevista per essere messa in scena.
Scritta in otto giorni, la commedia è composta di 5 atti in prosa. Ebbe un grande successo, tanto da venire rappresentata per 16 volte.
La scozzese, data alle stampe nel maggio 1760, fu presentata al pubblico come una commedia inglese del signor Hume, pastore della Chiesa di Edimburgo, e fratello del più famoso filosofo David Hume.

## L'invettiva contro Fréron

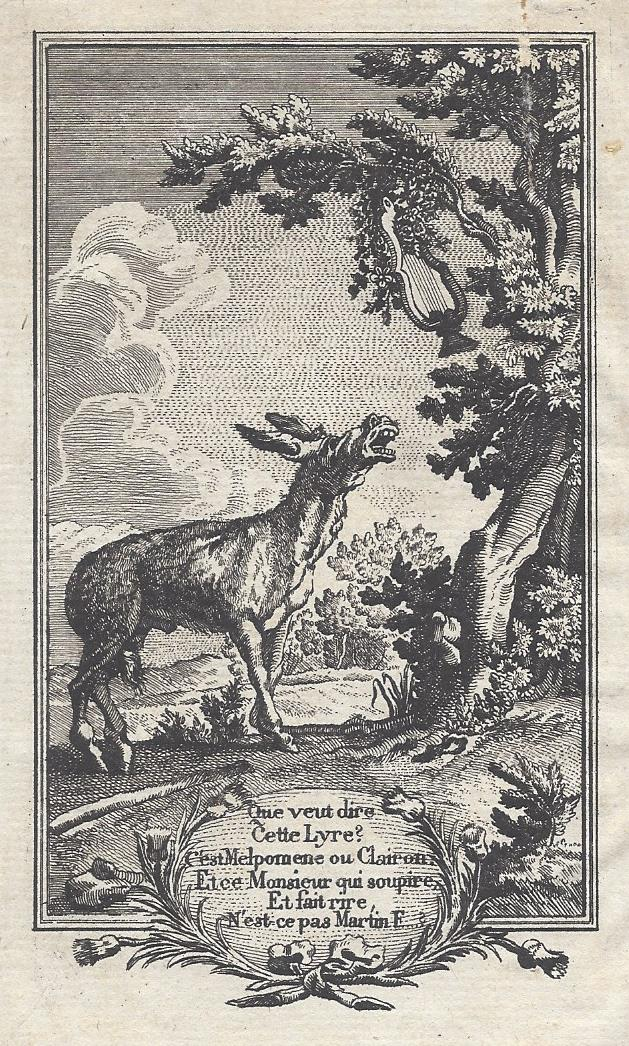
Il frontespizio satirico

L'autore attacca nella commedia il "follicolare" Élie Fréron (famoso autore dell'Année littéraire), qui rappresentato sotto il nome di "Frelon, scrittore di fogli e mascalzone" (da notare che in francese frelon significa calabrone).
Voltaire inoltre voleva mostrare un frontespizio della pièce rappresentante  "Una lira che pende piacevolmente con ghirlande di fiori e un asino che raglia con tutte le sue forze mentre la guarda", con le seguenti parole:
Che vuol dire
Quella lira?
È Melpomene o Clairon;
E questo signore che sospira
E fa ridere
Non è Martin F*** (Fréron)?
Fréron, messo al corrente della parodia, commentò anzitempo La scozzese  come un "autoritratto" molto simile dell'autore. Voltaire, colto alla sprovvista, inserì l'incisione solo nell'edizione del Tancredi nel 1761.
Una ristampa dell'edizione del 1761 porta l'epigrafe:
« Ho vendicato l’universo fintanto che ho potuto. »
Tradotta in inglese da George Colman il Vecchio, la commedia ebbe successo sia a Londra che a Parigi.
Alla rappresentazione, si sostituì il nome di Frelon con Wasp (calabrone in lingua inglese)

## Personaggi
- Maitre Fabrice, proprietario del caffè
- Lindane, la scozzese.
- Lord Monrose, scozzese.
- Lord Murray
- Polly
- Freeport, negoziante di Londra
- Frelon, scrivano
- Lady Alton.
- André, servo di Lord Monrose
- Inglesi che frequentano il caffè
- Domestici
- Messaggero del re